# Caldonazzo
Caldonazzo település Olaszországban, Trento megyében. Lakosainak száma 3904 fő (2023. január 1.). Caldonazzo Calceranica al Lago, Altopiano della Vigolana, Folgaria, Lavarone, Levico Terme, Luserna, Pergine Valsugana és Tenna községekkel határos.

## Népesség
A település népességének változása:
| Lakosok száma | 3689 | 3736 | 3904 |
|               | 2017 | 2018 | 2023 |